# Давид Фабрицій
Давид Фабриціус або Давид Фабрицій (лат. David Fabricius, 1564—1617) — пастор у Східній Фрисландії, відомий своїми роботами в астрономії.

## Життєпис
Родився в Езенсі. Вивчав астрономію у Лампадіуса у Брауншвейзі. Листувався з Тихо Браге, Йостом Бюрґі, Йоганном Кеплером. Надав Кеплеру свої спостереження Марса, які той використовував поряд із спостереженнями Браге для встановлення законів планетних рухів. На думку Кеплера, Фабриціус був найкращим після Тихо Браге спостерігачем свого часу.
У 1596 помітив у сузір'ї Кита зірку, якої раніше не було видно і яка незабаром зникла. Це було першим спостереженням зоряної змінності. У 1639 голландський астроном Гольварда встановив періодичний характер зміни блиску цієї зірки. Згодом Ян Гевелій дав їй назву Міра (Дивовижна). У 1604 Давид Фабрицій незалежно від Галілео Галілея та Кеплера спостерігав появу нової зірки в сузір'ї Змієносця. У максимумі блиску зірка була яскравішою від Юпітера, потім потьмяніла і до кінця 1605 перестала бути помітною.
Син Давида Фабріція Йоганн (1587—1615), хоча і отримав медичну освіту, займався головним чином астрономією. У 1611 він відкрив сонячні плями (незалежно від Галілея і Христофа Шейнера) і за їхнім видимим переміщення по диску Сонця відкрив обертання Сонця.
Фабриціус був убитий з помсти селянином, якого він з кафедри викрив у крадіжці.